# Пить

Пить — река в России, протекает по Тихвинскому району Ленинградской области.
Исток — озеро Питозеро западнее бывшей деревни Петрова гора. Устье реки находится в 183 км по правому берегу реки Паши. Перед устьем пересекает дорогу Н142 (Ганьково — Корбеничи). Длина реки составляет 19 км, площадь водосборного бассейна 112 км².
- В 5 км от устья, по левому берегу реки впадает река Ейновица.

## Данные водного реестра
По данным государственного водного реестра России относится к Балтийскому бассейновому округу, водохозяйственный участок реки — Свирь, речной подбассейн реки — Свирь (включая реки бассейна Онежского озера). Относится к речному бассейну реки Нева (включая бассейны рек Онежского и Ладожского озера).
По данным геоинформационной системы водохозяйственного районирования территории РФ, подготовленной Федеральным агентством водных ресурсов:
- Код водного объекта в государственном водном реестре — 01040100812102000013413
- Код по гидрологической изученности (ГИ) — 102001341
- Код бассейна — 01.04.01.008
- Номер тома по ГИ — 2
- Выпуск по ГИ — 0